# Ahaggaria
Ahaggaria is een geslacht van kevers uit de familie van de ruighaarkevers (Dryopidae).

## Soorten
- A. acutangula
- A. australis
- A. foleyi